# Ахметов Абдулла Шангарійович
Абдулла Шангарійович Ахметов (2 травня 1918 — 25 листопада 1995) — учасник Другої світової війни, командир телефонного відділення 1449-ї окремої роти зв'язку 31-ї стрілецької дивізії 46-ї армії 3-го Українського фронту, старший сержант.
Герой Радянського Союзу (22.02.1944), старший лейтенант запасу з вересня 1945 року.

## Біографія
Народився 2 травня 1918 року в селі Юмагузіно нині Стерлібашевського району Башкортостану. Башкир. Член ВКП(б) з 1943 року. Закінчив 7 класів і курси підготовки вчителів. До призову в армію працював у колгоспі «Урал», потім учителем Айтугановської початкової школи в Стерлібашевськом районі.
У жовтні 1938 року призваний в Червону армію Стерлібашевським райвійськкоматом Башкирської АРСР. З червня 1941 року служив червоноармійцем і командиром відділення зв'язку у 142-му полку НКВС. На фронті Другої світової війни з січня 1942 року.
26 вересня 1943 року дивізія, де служив А. Ш. Ахметов отримала наказ форсувати річку Дніпро в районі села Сошинівка Верхньодніпровського району Дніпропетровської області України. Ахметов А. Ш. з двома бійцями взяв котушки з кабелем і телефонні апарати, в числі перших переправився через Дніпро, одночасно навів подвійну лінію в півтора кілометра, з них 600 метрів по воді. Давши зв'язок командиру 248-го стрілецького полку від спостережного пункту командира дивізії, тим самим дав можливість керувати боєм. В ході бою відважний зв'язківець виправив близько 40 пошкоджень на лініях. Був важко контужений.
Звання Героя Радянського Союзу з врученням ордена Леніна і медалі «Золота Зірка» (№ 3551) Ахметову Абдуллі Шангарійовичу присвоєно Указом Президії Верховної Ради СРСР від 22 лютого 1944 року
У 1945 році А. Ш. Ахметов закінчив Київське військове училище зв'язку. У вересні 1945 року старший лейтенант Ахметов А. Ш. звільнений у запас. Закінчив Уфимську обласну партійну школу, працював інспектором Міністерства соцзабезпечення, заступником голови Стерлібашевської райради депутатів, уповноваженим Міністерства заготівель СРСР, директором елеватора, завідувачем відділу соцзабезпечення.
Помер 25 листопада 1995 року.

## Нагороди
- Медаль «Золота Зірка» Героя Радянського Союзу (№ 3551)
- Орден Леніна
- Орден Вітчизняної війни I ступеня (06.04.1985)[4]
- Орден Червоної Зірки (27.10.1943)[5]
- Медалі, в тому числі:
  - Медаль «За перемогу над Німеччиною у Великій Вітчизняній війні 1941—1945 рр.»
  - Медаль «20 років перемоги у Великій Вітчизняній війні 1941—1945 рр.»
  - Медаль «30 років перемоги у Великій Вітчизняній війні 1941—1945 рр.»
  - Медаль «40 років перемоги у Великій Вітчизняній війні 1941—1945 рр.»

## Пам'ять
- Похований в селі Стерлібашево (Башкортостан).
- Ім'ям Героя названі вулиці в селі Стерлібашево і селі Юмагузіно.
- У селі Стерлібашево встановлено пам'ятник на алеї Героїв.